# Seikichi Toguchi
Seikichi Toguchi (渡口 政吉?, Toguchi Seikichi; Naha, 20 maggio 1917 – Tokyo, 31 agosto 1998) è stato un karateka e maestro di karate giapponese.
(Seikichi Toguchi)

## Biografia

### Primi anni
Toguchi iniziò lo studio del karate all'età di sedici anni sotto la guida di Seko Higa, assistente del Maestro Chōjun Miyagi. Apprezzati gli insegnamenti del suo Maestro, Toguchi divenne uno degli allievi più assidui. Quando nel 1935 il Maestro Higa partì per Saipan per insegnare il karate, Toguchi si prese cura del Dojo del suo Maestro fino al ritorno di quest'ultimo, avvenuto circa due anni dopo. Nel 1938 Toguchi lasciò Okinawa e si trasferì a Tokyo dove ottenne il diploma di ingegnere elettrotecnico.

### Gli anni della guerra ed il ritorno ad Okinawa
Nel 1941 allo scoppio della seconda guerra mondiale venne arruolato nell'esercito giapponese e inviato a Sumatra, in Indonesia come elettrotecnico. Qui fu fatto prigioniero di guerra. Anni dopo lo stesso Toguchi raccontò di come gli fu di vitale aiuto la pratica del karate per sopravvivere alle dure condizione a cui fu sottoposto durante la prigionia.
Nel 1946, al termine della guerra, Toguchi fece ritorno ad Okinawa dove ritrovò i suoi Maestri Seko Higa e Chōjun Miyagi.
Qualche tempo più tardi Higa e Toguchi fondarono a Itoman il "Centro di ricerche sul Karate-dō Gōjū-ryū di Okinawa". Fu questo il primo Dojo di karate ad aprire a Okinawa dopo la guerra. Poco tempo dopo, il Maestro Toguchi iniziò ad insegnare presso la palestra governativa di judo e karate di Itoman.
Il 1º giugno 1952 venne fondata la "Gōjū-ryū Shinkokai", prima associazione di Gōjū-ryū e l'unica creata e presieduta da Chōjun Miyagi. Il Maestro Toguchi fu nominato dapprima direttore esecutivo e due anni dopo, in seguito alla morte del Maestro Miyagi, fu eletto vicepresidente.

### La teoria del Kaisai no genri
Il Maestro Miyagi morì nel 1953 ma, negli ultimi due anni di vita, trasmise al Maestro Toguchi la teoria per risalire alle reali applicazioni delle tecniche presenti nei kata, denominata "Kaisai no genri". Lo stesso Maestro Toguchi, anni più tardi, tramandò questa teoria a Toshio Tamano, futuro Caposcuola.

### Primo Dojo Shorei-Kan
Nel 1954, il Maestro Toguchi inaugurò a Koza City (l'odierna città di Okinawa) il suo primo Dojo, chiamandolo "Shorei-Kan", "Scuola della cortesia e delle buone maniere". Fu questo il primo di una lunga serie di Dojo Shorei-Kan che aprirono nei decenni successivi in tutto il mondo.

### Il sistema Shorei-Kan
Continuando l'opera dei suoi predecessori Kanryo Higaonna e Chōjun Miyagi, il Maestro Toguchi mise a punto nell'arco di vent'anni un sistema d'insegnamento che rese accessibile a tutti il karate. Creò nuovi esercizi di Kumite e completò la serie di Fukyu Kata iniziata dal Maestro Miyagi. Inoltre, realizzò alcuni kata musicali, chiedendo di comporne le melodie all'amico, nonché celebre compositore di musiche tradizionali di Okinawa, Seihin Yamauchi. 

### Trasferimento a Tokyo
Nel 1959 il Maestro Toguchi si trasferì a Tokyo dove iniziò a diffondere il suo sistema, lasciando il Dojo di Koza City ai suoi allievi più anziani. Nel corso degli anni, diversi nuovi Dojo Shorei-Kan aprirono i propri battenti nella capitale nipponica. A Tokyo, il Maestro Toguchi fondò, inoltre, il Club Goju-Ryu della Hosei University.

### Diffusione dello Shorei-Kan
Nel 1969 il Maestro Toguchi inviò il suo allievo Toshio Tamano negli Stati Uniti per diffondere il Karate Shorei-Kan. Da qui la scuola del Maestro Toguchi si espanse negli Stati Uniti e in altri stati del continente americano. Negli anni a seguire lo Shorei-Kan si diffuse anche in Europa e India.

### Morte
Il Maestro morì il 31 agosto 1998 all'età di 81 anni.

## Riconoscimenti
La grandiosa opera del Maestro Toguchi venne riconosciuta dall'élite del karate giapponese. I Maestri Seko Higa e Meitoku Yagi ne elogiarono i risultati e il Maestro Shoshin Nagamine definì il Maestro Toguchi uno dei più grandi Maestri della storia del karate di Okinawa. Inoltre, nel 1970, venne invitato a Tokyo dalla JKF (Federazione Giapponese di Karate) alla sua prima dimostrazione aperta, in qualità di Maestro di Okinawa. In quell'occasione eseguì il kata Seipai, il suo preferito. 
Il Maestro Toguchi è annoverato tra i Maestri Okinawensi cui è stato conferito il grado di 10º Dan, il massimo riconoscimento possibile per il Karate di Okinawa.

## Curiosità
Data la sua flessibilità, era noto come "Toguchi la piovra".